# Amadou Lamine Sall
Amadou Lamine Sall (Kaolack, Senegal, 26 de març de 1951) és considerat un dels majors poetes de l'Àfrica francòfona contemporània. Léopold Sédar Senghor ha dit d'ell que ha estat el poeta més dotat de la seva generació. El 2018 va rebre el Premi Tchicaya U Tam'si de Poesia Africana.

## Biografia
Nascut el 1951 a Kaolack, Amadou Lamine Sall és el fundador de la Maison Africaine de la Poésie Internationale, i presi deix les destinacions de la Bienal Internacional de Poesia a Dakar, al Senegal.
Llorejat el 1991 amb el Prix du rayonnement de la langue et de la littérature françaises atorgat per l'Acadèmia Francesa, és autor de nombroses antologies de poesia que han estat traduïdes a nombroses llengües. L'octubre de 2008 va escriure nombrosos poemes sobre Arthur Rimbaud mentre es trobava a la Maison Rimbaud a Charleville-Mézières, gran capital mundial pels poetes.
Amadou Lamine Sall sempre escriu els seus poemes en vers lliure, amb molt poca puntuació.
La poesia d'Amadou Lamine Sall figura al programa de nombroses universitats d'arreu del món. La seva obra també és objecte de nombroses tesis doctorals.

## Obres
- Mante des aurores, Nouvelles Éditions Africaines du Sénégal, 1979.
- Comme un iceberg en flammes, Nouvelles Éditions Africaines du Sénégal, 1982.
- Femme fatale et errante o  Locataire du néant, Nouvelles Éditions Africaines du Sénégal, 1988.
- Kamandalu, Nouvelles Éditions Africaines du Sénégal, 1990.
- Anthologie des poètes du Sénégal, Édition le Cherche Midi.
- Nouvelle Anthologie de la poésie nègre et malgache de langue française amb Charles Carrère, Éditions Simoncini.
- Regards sur la Francophonie, Éditions Maguilen, 1991.
- J'ai mangé tout le pays de la nuit suivi de Problématique d'une nouvelle poésie africaine de langue française : Le long sommeil des épigones, Nouvelles Éditions Africaines du Sénégal, 1994.
- Le Prophète ou le cœur aux mains de pain, Éditions Feu de brousse, 1997.
- Amantes d'Aurores, Éditions Les Écrits des Forges (Québec) en coedició amb les Éditions Feu de brousse (Sénégal), 1998.
- Odes nues, Éditions En Vues, 1998.
- Les veines sauvages, Éditions Le Corbet, 2001.
- Noces célestes pour Léopold Sédar Senghor, Éditions Feu de brousse, 2004.
- Poèmes d'Afrique pour enfants, Anthologie, Édition le Cherche Midi. 2004
- Colore d'estasi. Antologia poetica, Trieste, FrancoPuzzoEditore, 2005 (Prix international de poésie de Trieste 2004)
- Ailleurs - Episode I: Charleville-Mézières 2008 : une année en poésie, poésie (collectif), éd. Musée Rimbaud, Charleville-Mézières, 2009
- Le Rêve du Bambou, Éditions Feu de brousse, 2010.